# Paula Pequeno

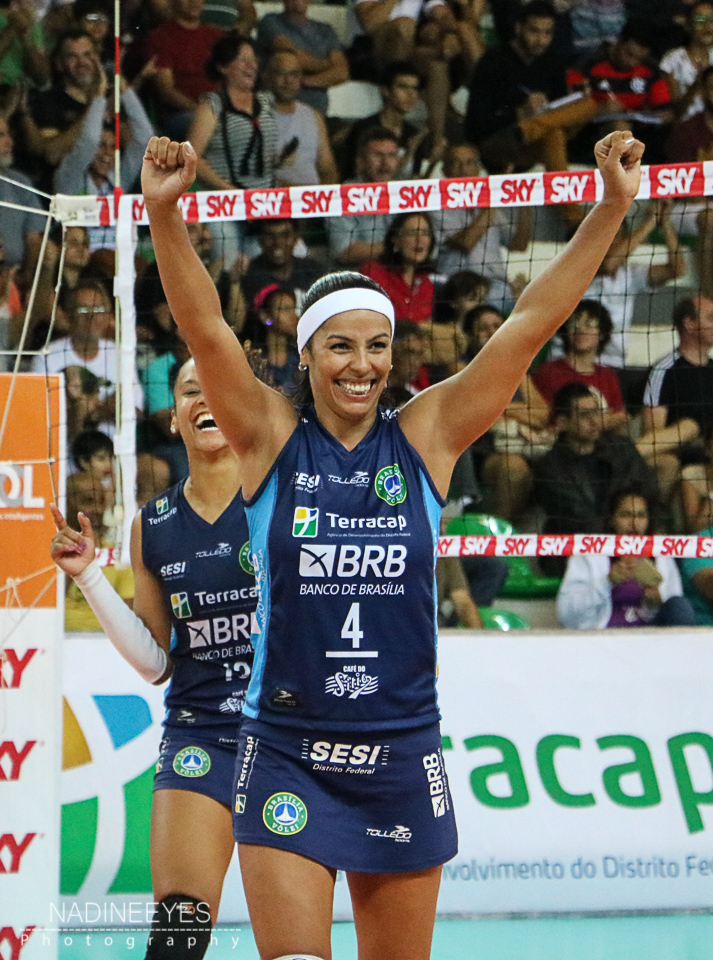
Paula Pequeno zawodniczką Brasília Vôlei w sezonie 2016/2017

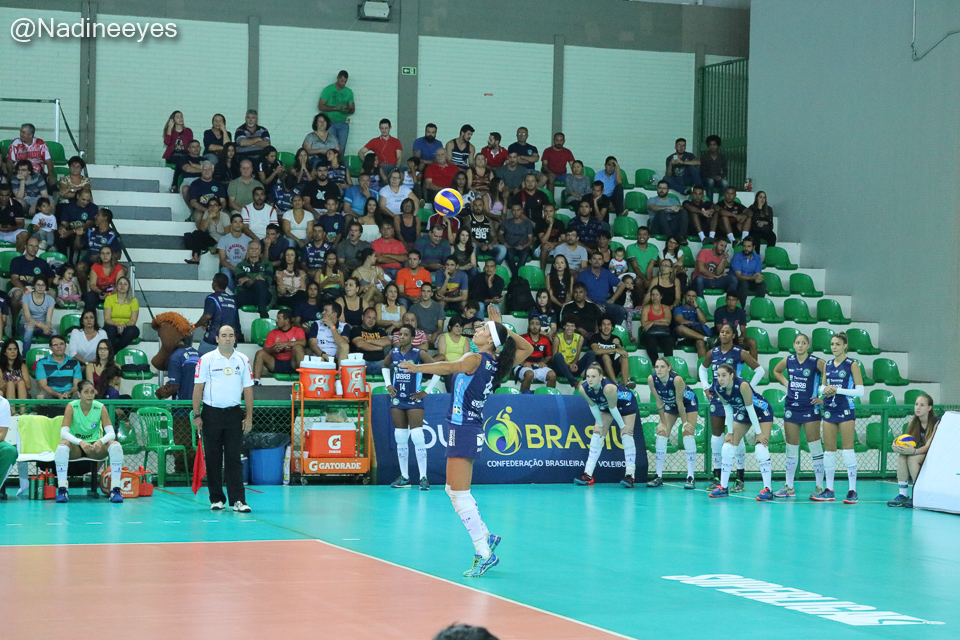
Paula Pequeno zawodniczką Brasília Vôlei podczas wykonywania zagrywki w sezonie 2016/2017

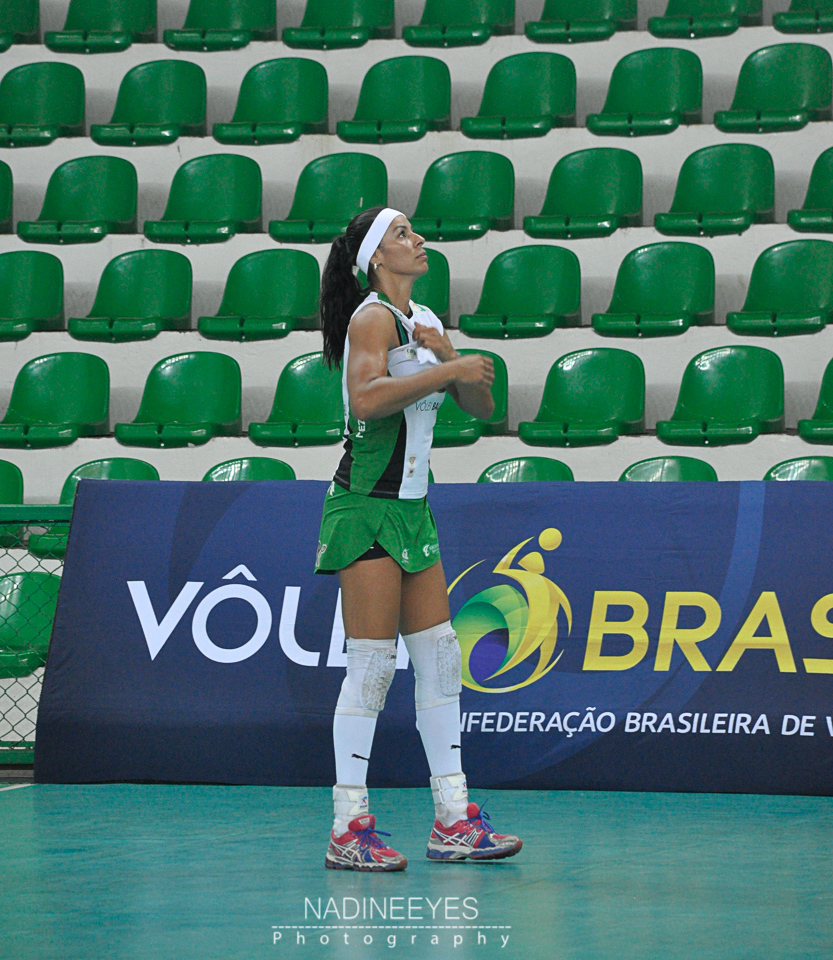
Paula Pequeno zawodniczką Vôlei Bauru w sezonie 2017/2018

Paula Renata Marques Pequeno, znana jako Paula (ur. 22 stycznia 1982 w Brasílii) – brazylijska siatkarka, reprezentantka kraju, grająca na pozycji przyjmującej.
Dwukrotna mistrzyni olimpijska z 2008 i 2012 r. oraz dwukrotna wicemistrzyni świata z 2006 i 2010 r.

## Kariera klubowa
| Lata      | Klub               |
| 1999–2009 | Finasa/Osasco      |
| 2009–2010 | Zarieczje Odincowo |
| 2010–2012 | Vôlei Futuro       |
| 2012–2013 | Fenerbahçe Stambuł |
| 2013–2017 | Brasília Vôlei     |
| 2017–2018 | Genter/Bauru       |
| 2018–2019 | Osasco/Audax       |

## Sukcesy klubowe
Mistrzostwo Brazylii:
- 2003, 2004, 2005
- 2002, 2006, 2007, 2008, 2009
- 2000, 2011, 2012, 2019

Puchar Brazylii:
- 2008

Klubowe Mistrzostwa Ameryki Południowej:
- 2009

Mistrzostwo Rosji:
- 2010

Klubowe Mistrzostwa Świata:
- 2012

Puchar CEV:
- 2013

## Sukcesy reprezentacyjne
Mistrzostwa Ameryki Południowej Juniorek:
- 2000

Mistrzostwa Świata Juniorek:
- 2001

Mistrzostwa Ameryki Południowej:
- 2003, 2007, 2009

Puchar Świata:
- 2003, 2007

Grand Prix:
- 2005, 2008
- 2010, 2012

Volley Masters Montreux:
- 2005, 2009

Mistrzostwa Świata:
- 2006, 2010

Igrzyska Panamerykańskie:
- 2011
- 2007

Igrzyska Olimpijskie:
- 2008, 2012

Puchar Panamerykański:
- 2009, 2011

Puchar Wielkich Mistrzyń:
- 2009

## Nagrody indywidualne
- 2000: Najlepsza atakująca Mistrzostw Ameryki Południowej Juniorek
- 2005: MVP Grand Prix
- 2007: Najlepsza punktująca finału Pucharu Brazylii
- 2007: Najlepsza atakująca brazylijskiej Superligi w sezonie 2006/2007
- 2007: MVP Mistrzostw Ameryki Południowej
- 2008: MVP finału Pucharu Brazylii
- 2008: MVP Igrzysk Olimpijskich w Pekinie